# Синельникове
Синельникове — місто в Україні, адміністративний центр Синельниківської міської громади та Синельниківського району Дніпропетровської області.

## Географія
Місто Синельникове розташоване в центральній частині Дніпропетровської області на відстані 48 км на південний схід від міста Дніпра, у степовій зоні південних схилів Придніпровського підвищення, над річкою Ворона. За 15 км від міста  пролягає автошлях міжнародного значення М18E105 (Харків — Сімферополь), а на північній околиці — автошлях регіонального значення Р85 (Дніпро — Мелітополь). Навколишня місцевість являє собою слабопагорбкувату поверхню Запорізької гряди. У геологічному розрізі переважають глини.
В місті розташований великий залізничний вузол на перетині двох залізничних магістралей: Кривбас — Донбас та Харків — Сімферополь / Севастополь.

## Історія

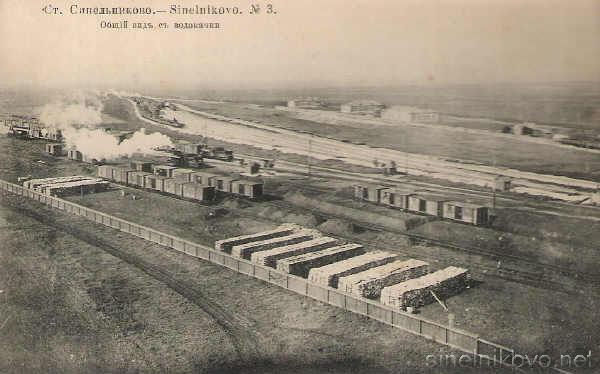
Краєвид Синельникового (наприкінці XIX — початку ХХ століття)

На землях генерала-майора Катеринославського намісника Івана Синельникова у 1868–1869 роках збудовано однойменну залізничну станцію, з 1873 року — вузлова. Цьому сприяв перетин двох залізничних гілок: Катериненської залізниці (сполучення захід-схід) та Лозово-Севастопольської залізниці (сполучення північ-південь).
Одночасно із заснуванням Синельникового, засноване і село Георгіївка (серед місцевих мешканців більш відоме як Сухеньке).
1873 року відкрито залізничні станції Синельникове I та Синельникове II.
У 1873 році на теперішній північній околиці міста засновано лютеранське поселення Ейгенфельд (нім. Eigenfeld рідне поле). Колоністи постачали харчі в Катеринослав, який розвивався швидкими темпами, а ремісники збували свої вироби в колоніях і в місті. Населення Ейгенфельду становило 576 осіб. Через уперту працю й німецьку педантичність колоністів, місця, де вони селилися, ставали квітучими садами. Досить налагоджене життя колоністів стало руйнуватись після революції 1917 та війни 1917—1922 років. Усіх господарів визнали куркулями, а їх ферми і господарства конфіскували. Під час другої світової війни радянський уряд звинуватив усіх колоністів у «колективній співпраці з німцями» і всі менонітські громади депортовано до Сибіру, Казахстану, на Урал, чимало вірян опинилось у ГУЛАГу. Пізніше поселення Ейгенфельд перейменовано на село Веселе. На згадку від лютеранської колонії залишилися тільки назви ставків біля села Веселого — Колона Перша, Колона Друга, Колона Третя.
Станом на 1877 рік, відповідно до поземельного перепису, на станції Синельникове налічувалось 8 житлових будинків і 3 нежитлових (лазня, туалет та навіса). Діяла кузня. Церков, шкіл, лікарень, базарів, ярмарок, трактирів не було.
На особисту ініціативу «генеральші» Синельникової (вдови померлого у 1869 році генерал-майора Івана Васильовича Синельникова — онука Івана Синельникова), на станції з'явився готель.
Після смерті Петра Губоніна, який розбудовував Лозово-Севастопольську залізницю, перейшла у державну власність. До кінця XIX століття на станції з'явились: депо, церква, дворічна школа для дітей залізничників та інша інфрастуктура.
Пристанційне селище Павлоградського повіту Катеринославської губернії швидко зростало (понад 2900 жителів за переписом 1897 року).
У 1895 році закінчено будівництво паровозного депо, вагоноремонтних майстерень. Зведено олійниці, млини.
У 1899 році біля залізничної станції зведено Миколаївську церкву.
У 1900 році введено в експлуатацію пороховий завод. У 1903 році відкрито ковальсько-пресову майстерню.
6 грудня 1905 року створено бойовий революційний комітет, до складу якого увійшли слюсар І. Биковський, машиніст Б. Вагановський, котельник П. Ткач, телефоніст А. Поперек та А. Таран. Ревком очолив повстанську боротьбу робітників залізничного вузла та став зародком революційної влади в поселенні.
У листопаді 1905 року відбулись загальні збори робітників залізничного вузла, які вирішили негайно розпочати загальне повстання та подати керівництву політичні вимоги. Страйк розпочався 15-16 листопада. Для координації дій утворено Синельниківский страйковий комітет, до якого увійшли робітники станції: Іван Ареньїв, Кирило Малютін, Віктор Чернявський, студент Петро Бєліков та ін. Комітет став роззброювати жандармів та офіцерів. Владу на станції взяв на себе Бойовий Страйковий Комітет. На залізничному вузлі станції Синельникове виконувалися тільки рішення, які видавав страйковий омітет. Рух поїздів по станції, на наказ страйкового комітету частково призупинено у грудні 1905 року. Відправлялися тільки потяги з паливом та харчами для учасників страйку. Члени комітету проводили політичну агітацію не тільки серед залізничників, але й серед місцевого населення.
Восени 1917 року робітники майстерень Яцкевича утворили червоногвардійський загін, яким командував Василь Якович Кірпічов.
З осені 1917 року в Синельниковому перебував Гайдамацький курінь війська Центральної Ради, який прибув у місто під час подій Першої радянсько-української війни.
22 грудня 1917 року місто зайняли частини Червоної гвардії.
25 березня 1918 року розпочались бої за залізничну станцію між частинами Червоної гвардії та австро-німецькими військами. 7 квітня 1918 року місто тимчасово зайняли австро-німецькі війська.
У липні 1918 року відбувся страйк машиністів на станції Синельникове, в результаті якого зірвано відправку ешелонів.
17 січня 1919 року місто окупували повстанські загони більшовиків.
22 січня 1919 року 1-ша Задніпровська Українська радянська дивізія, під командуванням Павла Дибенка, увійшла у Синельникове, а через декілька днів почала наступ на Катеринослав.
23 червня 1919 року місто зайняли частини Добровольчої армії під командуванням Антона Денікіна.
У грудні 1919 року місто зайняла 14-та Робітничо-селянська червона армія.
Улітку 1920 року в приміщенні вокзалу Синельникове І розташовувався штаб Південно-Західного фронту Червоної армії. До весни 1921 року Синельникове перебувало на воєнному стані.
3 1921 року Синельникове набуло статусу міста та центру Синельниківського повіту Катеринославської губернії. З 7 березня 1923 року — адміністративний центр Синельниківського району. Населення міста на той час складало близько 11 тис. осіб.
У 1922—1930 роки в місті діяло сільськогосподарське кредитне товариство. В місті щороку проводились районні сільськогосподарські виставки для пропаганди кращих методів обробітку ґрунтів і одержання високих урожаїв. З 1924 року у виставках стала брати участь і Синельниківська дослідна станція.
У 1922 році в місті відкрита перша лікарня на 40 ліжок. Крім того, працювали З амбулаторії і 3 аптеки.
У 1923 році діяло працювало дві школи, в яких навчалося 1129 дітей і працював 41 вчитель.
У 1924 році в місті працювало 3 школи лікнепу, 2 клуби та 2 бібліотеки.
У 1937 році збудовано приміщення вагонного депо.
Після початку німецько-радянської війни підприємства міста та району готувались до евакуації на схід. Процесом евакуації займався голова Синельниківської районної ради депутатів трудящих Савченко Митрофан Микитович.
У 1941 році оборону міста здійснювали 95-й Надвірнянський прикордонний загін та 261-ша стрілецька дивізія.
2 жовтня 1941 року, об 11:00, місто окупували німецькі війська.
21 вересня 1943 року місто було звільнено від німецьких військ 25-ю Гвардійською дивізією та 333-ю стрілецькою дивізією. Обидвом дивізіям присвоєно почесне звання Синельниківські.
У 1961—1964 роках збудовано порцеляновий завод.
У 1970 році почалося будівництво нових потужностей ресорного заводу. Одночасно починається будівництво житлового масиву, дитячих комбінатів, школи.
У 1979 році Синельникове набуло статусу міста обласного підпорядкування.
У січні 2024 року тривали публічні обговорення про перейменування Синельникового. Оскільки назва міста тісно пов'язана з одним із генералів російської імперії Синельниковим, якому колись належала ця земля. Серед нових назв для міста розглядали —  Залізничне, Ріднопіль, Січеслав, Любомир та Придніпровськ.
20 березня 2024 року комітетом Верховної Ради України з питань організації державної влади, місцевого самоврядування, регіонального розвитку та містобудування ухвалено рішення про перейменування міста Синельникове на Ріднопілля.

## Населення

### Національний склад
Розподіл населення за національністю за даними перепису 2001 року:
| Національність  | Відсоток |
| --------------- | -------- |
| українці        | 84,49 %  |
| росіяни         | 12,52 %  |
| білоруси        | 0,68 %   |
| цигани          | 0.27 %   |
| вірмени         | 0,16 %   |
| молдовани       | 0,14 %   |
| інші/не вказали | 1,74 %   |

### Мова
Розподіл населення за рідною мовою за даними перепису 2001 року:
| Мова              | Кількість | Відсоток |
| ----------------- | --------- | -------- |
| українська        | 25172     | 77,95 %  |
| російська         | 6532      | 20,23 %  |
| білоруська        | 36        | 0,11 %   |
| циганська         | 31        | 0,1 %    |
| вірменська        | 27        | 0,08 %   |
| інші / не вказали | 494       | 1,53 %   |
| Всього            | 32292     | 100 %    |

| 2,9                                    | 12,6 | 23 | 28 | 32,7 | 36,5 | 35,3 | 31 525 | 31 408 | 31 431 | 31 399 | 31 569 | 31 553 | 31 568 |
| В період з 1897 по 2011 рік (тис. ос.) |      |    |    |      |      |      |        |        |        |        |        |        |        |

## Економіка
Підприємства залізничного транспорту. Заводи: «Золота амфора» з виробництва горілки, ресорний, цегельний, залізобетонних конструкцій, з виробництва порцеляни (посуду), металогосподарський, продовольчих товарів — в принципі вже не працюють, консервний, молокозавод, хлібний, комбікормовий — поки тримаються на плаву. Швейна фабрика — здає приміщення в оренду ПП.
В місті розташовані підприємства, що входять до корпорації S.Group: ТОВ «СНЕК ЕКСПОРТ» та ТОВ «Чиста планета».
ТОВ «СНЕК ЕКСПОРТ» виробляє продукцію снекової групи, а саме: насіння та ядра соняшника, гарбуза(ТМ  «SEMKI», ТМ «LAVKA»), арахіс  (ТМ «Козацька розвага», ТМ «Козацька слава», ТМ «Snekkin», ТМ « RED», ТМ «Macho»), фісташки (ТМ « RED», ТМ «Macho»), сухарики та грінки (ТМ «Snekkin»), рибу та морепродукти сушені  (ТМ «Мій Рибалка»), чипси формовані картопляні (ТМ «Kartofan»), снеки — пеллети та фігурні  вироби (ТМ «Snekkin»).
ТОВ «Чиста планета» виробляє продукцію санітарно — гігієнічного та побутового призначення: вологі серветки, столові серветки, паперові хустинки, паперові рушники, туалетний папір, рукав для запікання, фольга, плівка харчова, пакети для харчів та сміття. Дану продукцію представлено двома торговельними марками «Fantasy» та «Fantee». 
Працюють підприємства «Фактор» (раніше «Фактор-2») та «Море-2007»,, насіння «Семки» та «Сан Санич», сухарики «Флінт», рибка до пива «Морські», горішки «Big Bob», фісташки «JET», чипси («HROOM», «Clever» і «CHIPSTERS») та снеки «Zubby».

## Соціальна сфера

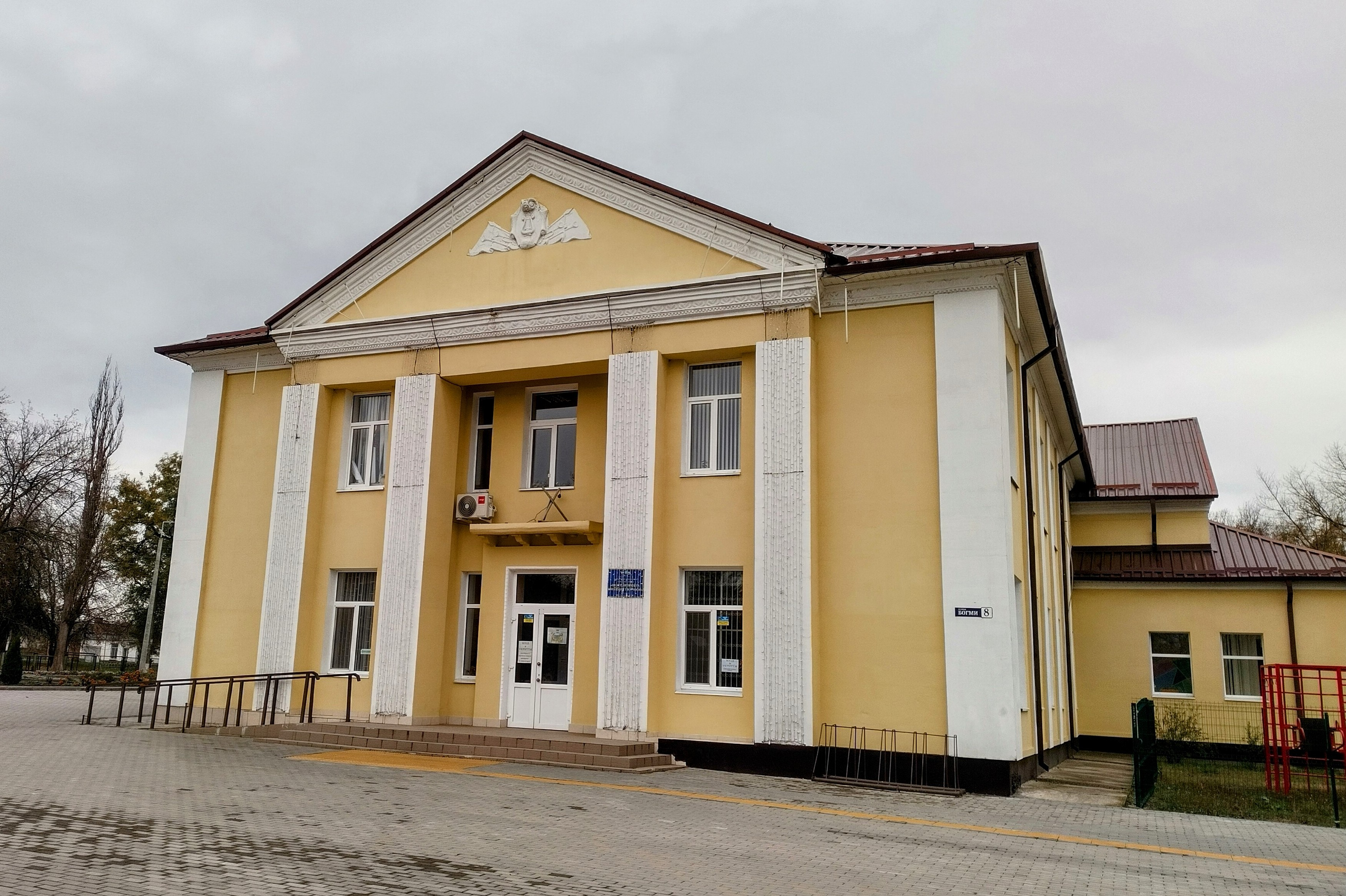
Центр дитячої та юнацької творчості

В Синельниковому діють 7 шкіл, 10 дошкільних закладів, музична школа, центр дитячої та юнацької творчості, 2 бібліотеки, 2 Будинки культури.

## Спорт
У 2008 році в місті створено футбольний клуб «Дніпроагро», який бере участь в Суперлізі з футболу Дніпропетровської області. Президент футбольного клуба — Астіон Василь Миколайович. Віце-президент — Астіон Євген Миколайович, директор футбольного клуба — Родзін Олександр Володимирович.

## Засоби масової інформації
Є газета «Синельниківські вісті» й Інформаційний вебсайт міста..

## Пам'ятки
- Будівля станції Синельникове I (початок ХХ століття)
- Будівля синагоги (нині — готель на вулиці Довженка, 34[16]
- Будівля, в якій до 1927 року містився резерв кондукторів, згодом — школа № 39 (нині — стоматологічна поліклініка, вул. Гоголя, 19) (кінець ХІХ — початок ХХ століття)
- Будівля залізничного училища і церкви, побудована у 1899 році (нині — Залізнична полікліника) — вулиця Виконкомівська, 32
- Монумент Слави в однойменному парку
- Братська могила воїнів, які загинули у під час радянсько-української та Другої світової воєн (вул. Каштанова, 14)
- Братська могила радянських воїнів, які загинули звільняючи м. Синельникове та померлих від ран у шпиталі (вул. Квітнева, 8)
- Пам'ятний знак воїнам-афганцям (вул. Музична, 31)
- Пам'ятник танкістам 25-го танкового корпусу — перехрестя вул. Центральної та вул. Садової
- Пам'ятник паровозові Еу 686-20 поблизу загальноосвітньої середньої  школи І—ІІІ ступенів № 5

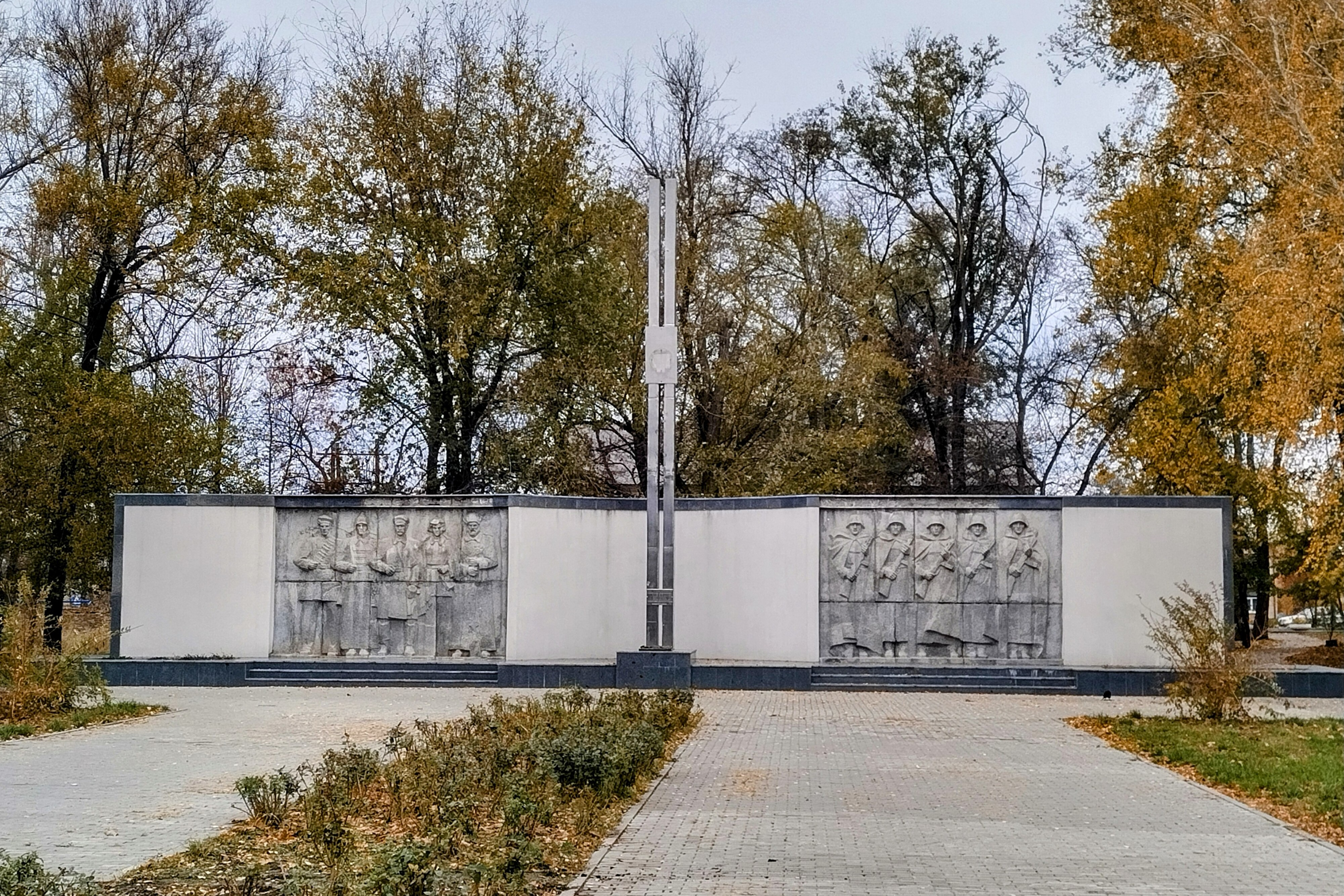
Монумент Слави
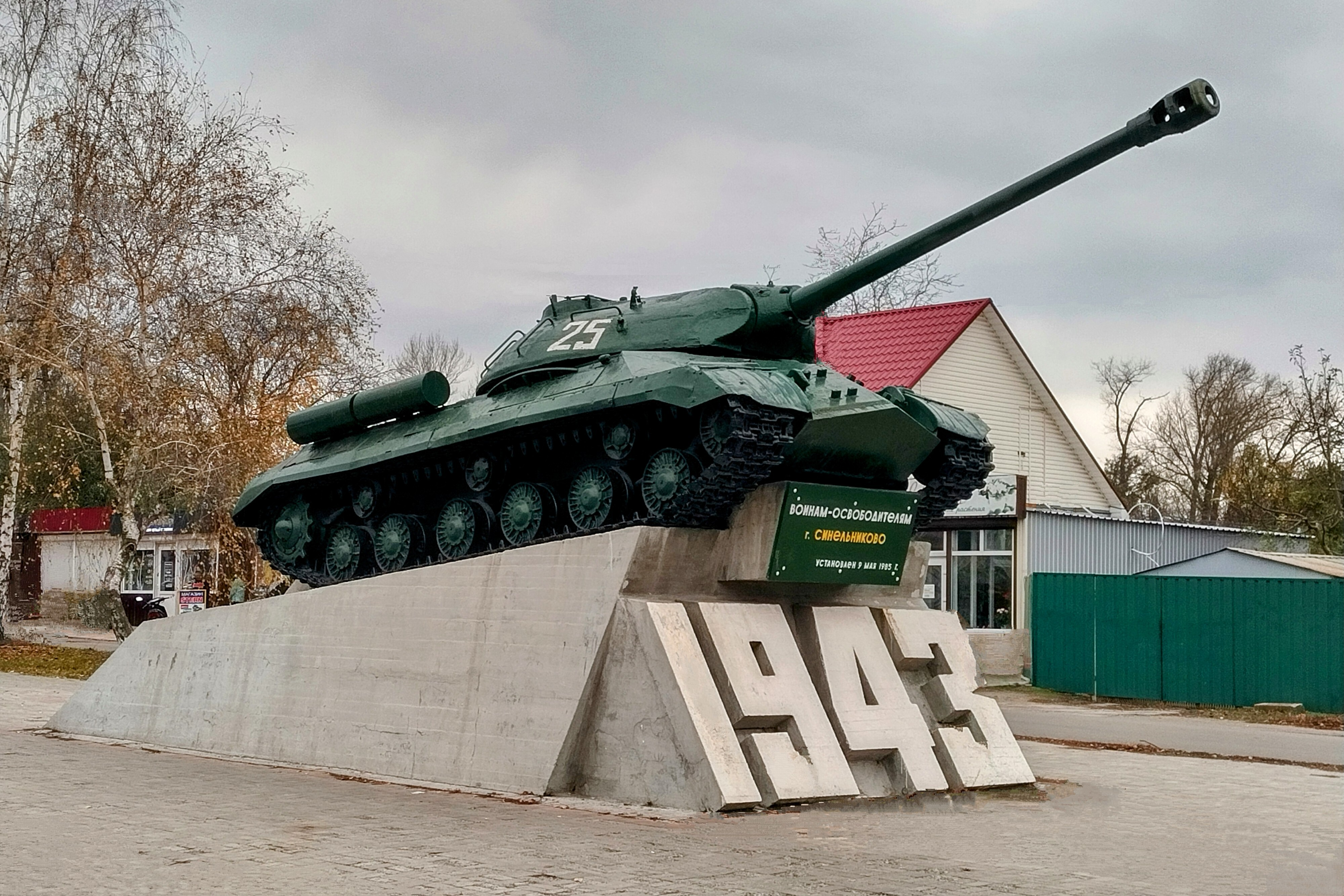
Пам'ятник танкістам 25-го танкового корпусу (Танк ІС-3)
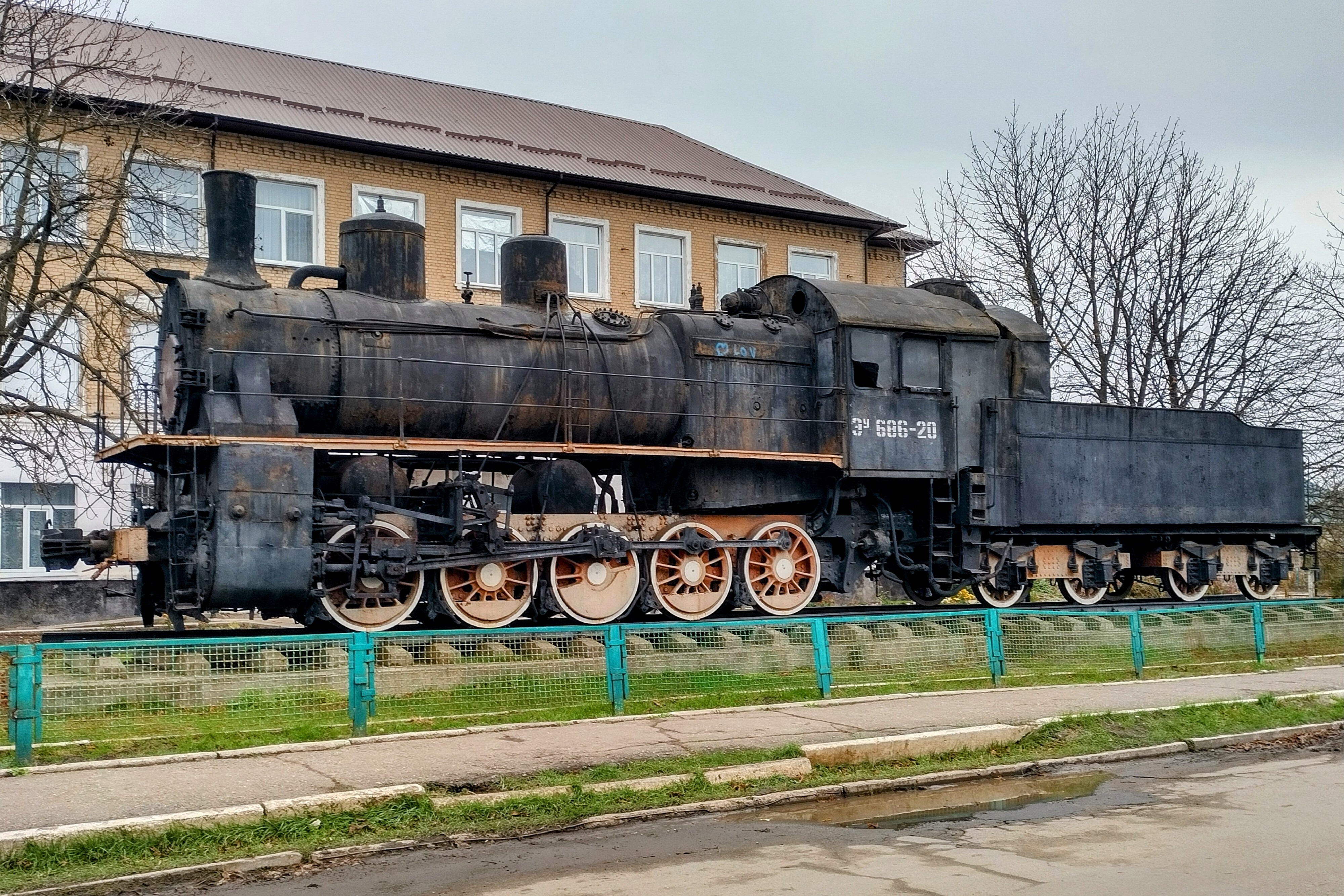
Пам'ятник паротягу Еу 686-20
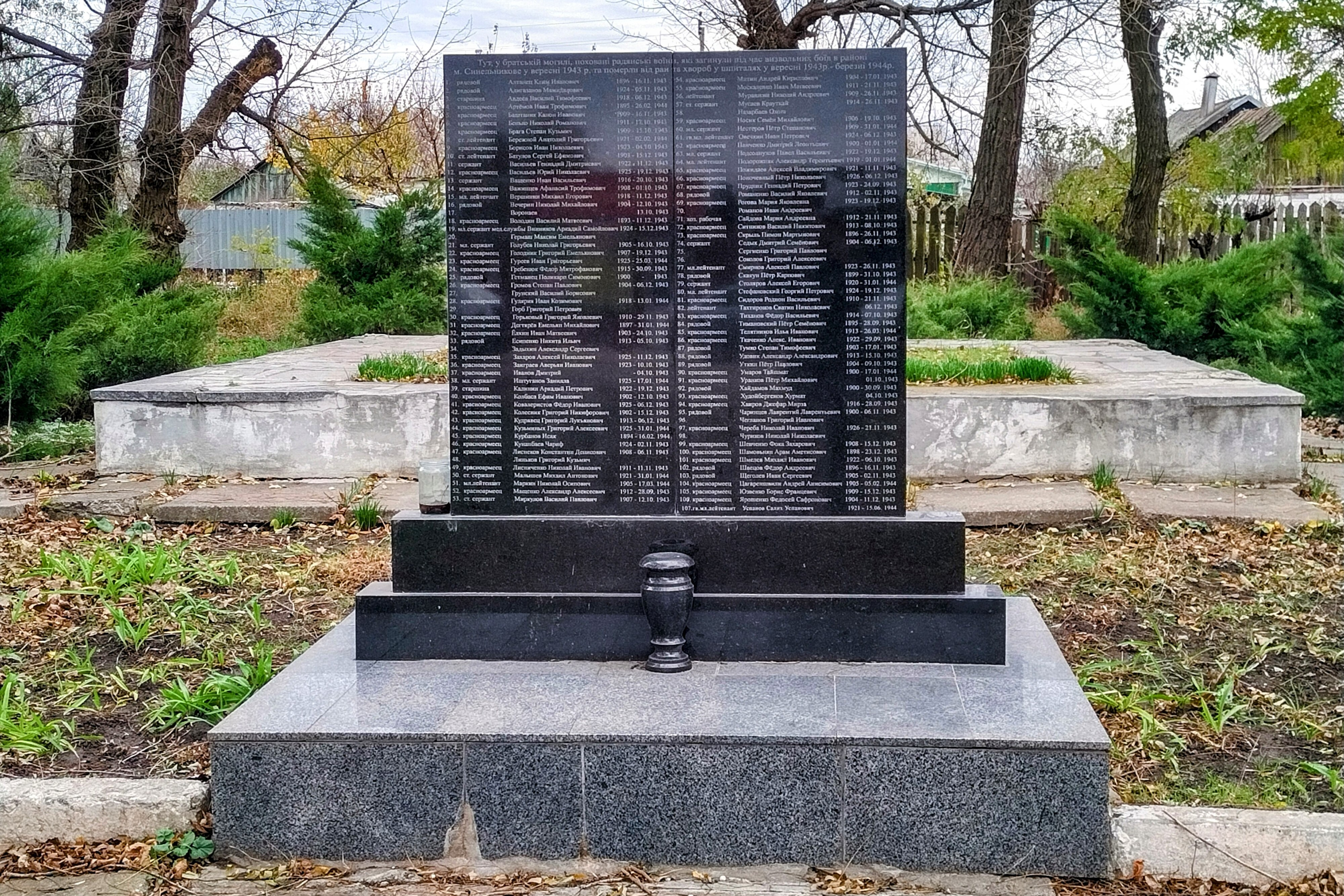
Братська могила радянських воїнів, які загинули при звільненні м. Синельникового
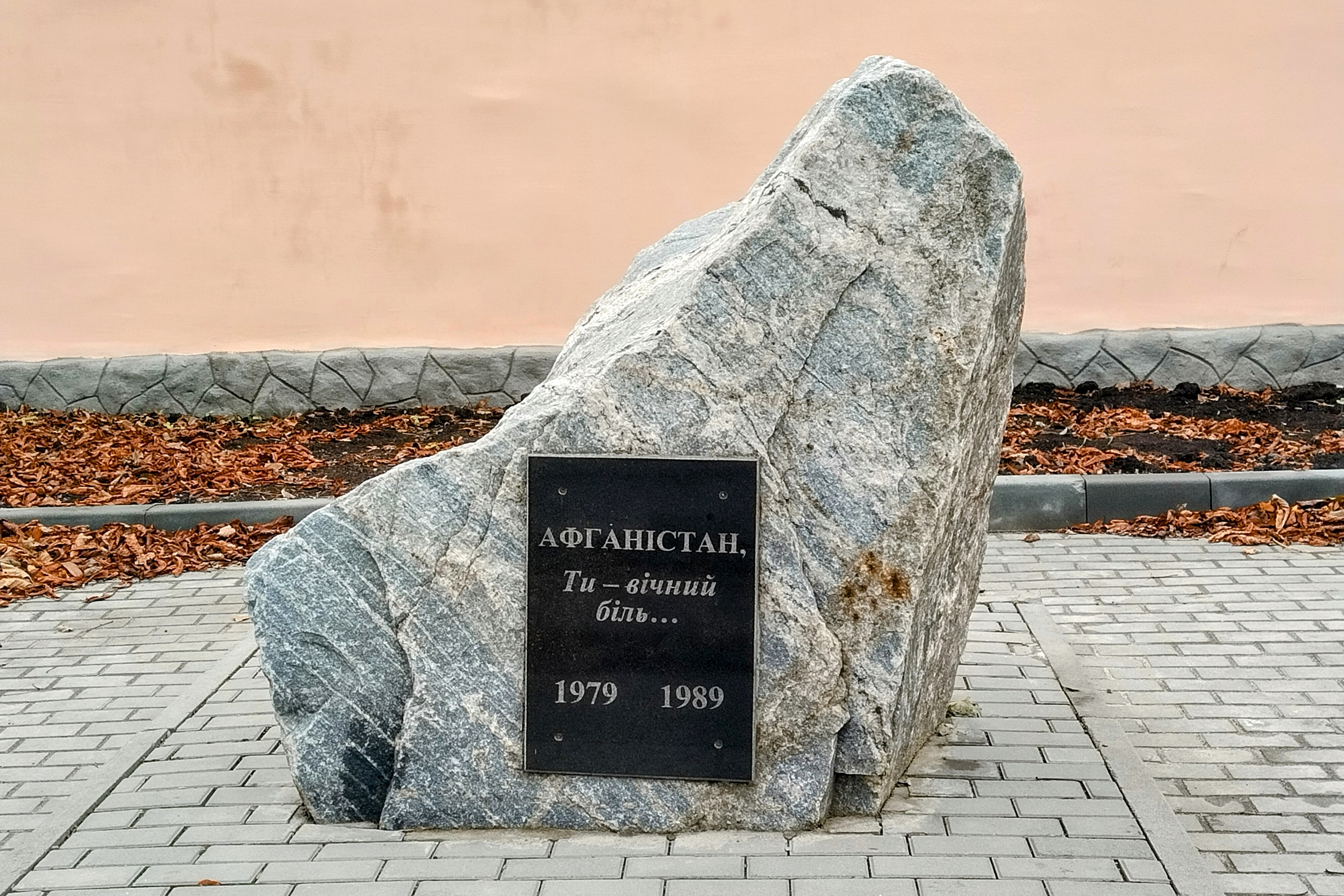
Пам'ятний знак воїнам-афганцям

## Релігія
Сакральні споруди релігійних громад:
- Храм преподобного Єфрема Сиріна ПЦУ (вул. Ярова, 30)
- Свято-Миколаївський храм (вул. Покровська, 82)
- Свято-Володимирський храм (вул. Горького)
- Церква ЄХБ «Дім Молитви» (вул. Шевченка, 36)
- Церква ЄХБ «Дім Молитви» (вул. Михайла Коцюбинського, 87)
- Церква «Ковчег» (вул. Гоголя, 2);
- Церква Адвентистів сьомого дня (вул. Перемоги, 4-А)

Храми
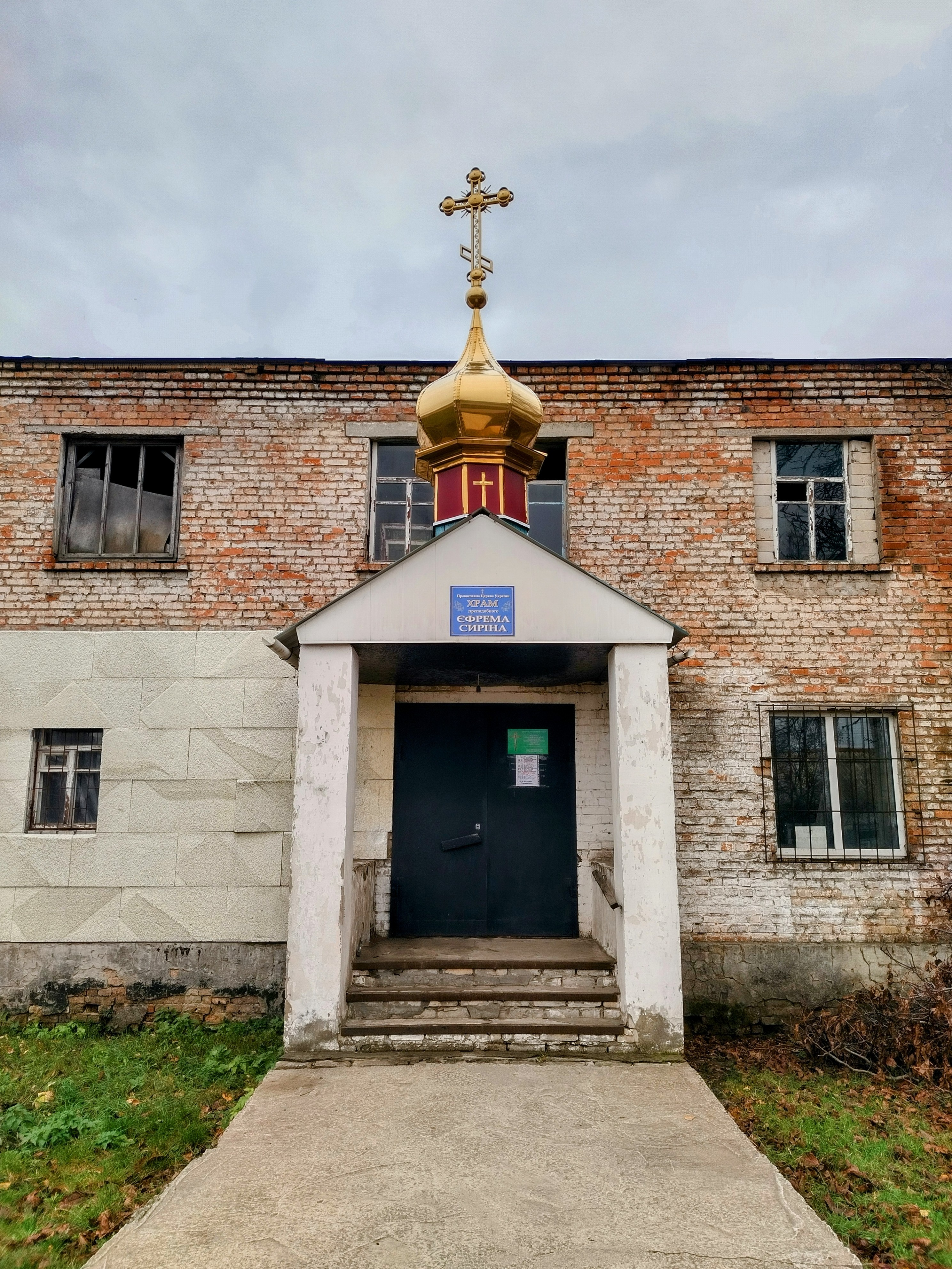
Храм преподобного Єфрема Сиріна ПЦУ
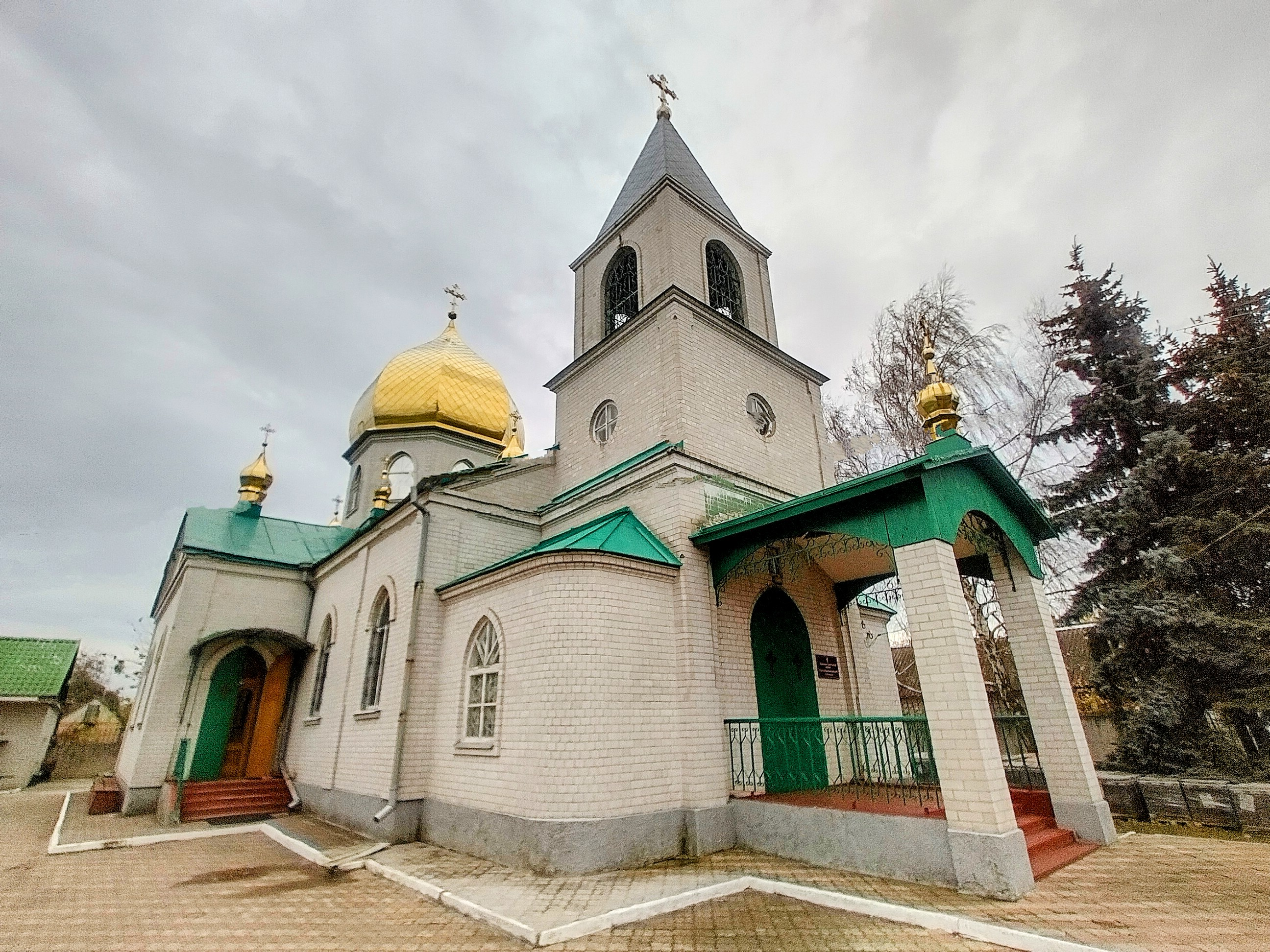
Свято-Миколаївський храм

## Особистості
- Авраменко Олександр Сергійович (1989—2014) — сержант Збройних сил України, учасник російсько-української війни.
- Алтунін Валерій Володимирович (1970—2014) — український військовослужбовець, старший лейтенант Збройних сил України, учасник російсько-української війни.
- Золотова Євгенія Борисівна (нар. 12.12.1928 — пом. 01.09.2020) — Народна артистка УРСР (1981). Народилася 12 грудня 1928 року в м. Синельникове Дніпропетровської області. Закінчила десятирічку у Києві. Навчалася у Київському інституті театрального мистецтва імені Івана Карпенка-Карого. З 1950 року працювала у Чернівецькому муздрамтеатрі імені Ольги Кобилянської. В її мистецькому списку яскраві характери: Маруся («Лимерівна»), Пошльопкіна («Ревізор»), Тамара («Атестат зрілості»), Хава («Тев'є-молочник»), Пріська («Житєйське море») та багато інших. У 1963 році, до 100-річчя від дня народження Ольги Кобилянської, здійснила постановку вистави «Вовчиха», яка дістала найвищу нагороду на Республіканському огляді кращих робіт сезону 1963—1964 років. Далі була «Земля» (1980) за мотивами Ольги Кобилянською. Згодом вистави: «Пам'ять серця» Олександра Корнійчука (1970), «Трибунал» А. Макайонка (1971), «Філумена Мартурано» Е. Де Філіппо (1983), «Кабанчик» В. Розова (1988), «Биндюжник і король» за І. Бабилем (1989), «Пеппі Довга-панчоха» А. Ліндгрен (1989) та ін. З 1991 року проживала в Ізраїлі. У 1994 році відвідала Чернівці, брала участь у святкуванні Днів Ізраїлю на Буковині. Її ім'я занесено на «Алею зірок» на Театральній площі в Чернівцях[17][18].
- Боргардт Олександр Олександрович (3 лютого 1919 року — 5 серпня 2002 року) — український науковець-фізик, есеїст, графік, перекладач, культуролог. Доктор фіз.-мат. наук, професор.
- Іоффе Олімпіад Соломонович[ru] — відомий радянський та американський вчений юрист-цивіліст. Доктор юр. наук, професор.
- Лянка Максим Юрійович (1986—2015) — солдат Збройних сил України, учасник російсько-української війни.
- Ніколаєв Микола Миколайович (1973—2015) — солдат Збройних сил України, учасник російсько-української війни.
- Осауленко Станіслав Олександрович (1991—2014) — старший солдат Збройних сил України, учасник російсько-української війни.
- Бабко Андрій Миколайович (нар. 1971) — український лікар ортопед-травматолог.
- Пріменко Юрій Володимирович (1983—2014) — старший солдат Збройних сил України, учасник російсько-української війни.